# Thomas Stone
Thomas Stone (ur. 1743 w Poynton Manor, (Hrabstwo Charles), zm.  5 października 1787 w Aleksandrii) – amerykański delegat Kongresu Kontynentalnego ze stanu Maryland, sygnatariusz Deklaracji Niepodległości Stanów Zjednoczonych.

## Życiorys
Thomas Stone,  urodził się w Poynton Manor, (Hrabstwo Charles), w stanie Maryland; ukończył studia przygotowawcze; studiował prawo, został przyjęty do palestry w 1764 r.; rozpoczął praktykę w Frederick, w stanie Maryland; w 1771 r. przeniósł się do Hrabstwa Charles, w stanie Maryland; członek Kongresu Kontynentalnego w latach 1775–1776, 1778 i 1784; zmarł w Aleksandrii w stanie Wirginia.